# Mount Reynolds
Mount Reynolds ist ein 1130 m hoher und verschneiter Berg an der Black-Küste des Palmerlands auf der Antarktischen Halbinsel. Mit seinen steilen und felsigen Hängen ragt er am Südufer des Violante Inlet in der Wegener Range auf.
Teilnehmer der United States Antarctic Service Expedition (1939–1941) entdeckten ihn bei einem Überflug ab 30. Dezember 1940. Das Advisory Committee on Antarctic Names benannte ihn 1947 nach dem US-amerikanischen Zeitungsherausgeber und Forschungsreisenden Jeremiah N. Reynolds (1799–1858), der zwischen 1826 und 1838 zu den Protagonisten US-amerikanischer Expansionsbestrebungen in den pazifischen Raum und nach Antarktika gehört hatte.